# Animax
Animax (яп. アニマックス Анимаккусу) — японская спутниковая телесеть, ориентированная на показ аниме. Подразделение медиа конгломерата Sony. Штаб-квартира компании расположена в здании New Pier Takeshiba North Tower (яп. ニューピア竹芝ノースタワー Ню: Пиа Такэсиба Но:су Тава:) в Минато, Токио, Япония, где также находятся сооснователи и держатели прав сети, включая Sony Pictures Entertainment и аниме-студии Sunrise, Toei Animation, TMS Entertainment и компанию NAS.

Распространение вещания Animax на январь 2009 года.

Вещание распространяется на Японию, Тайвань, Гонконг, Южную Корею, Юго-Восточную и Южную Азию, Латинскую Америку и в последние годы Европу (Германия, Румыния, Венгрия, Чехия с 2007 года, Словакия, Испания и Португалия с 2008), Африку и Австралию. Благодаря этому Animax первая и крупнейшая в мире круглосуточная телесеть, ориентированная на показ аниме с числом зрителей более 89 миллионов, вещающая в 62 странах и более чем на 17 языках.
Название компании является словом-бумажником из anime (яп. アニメ анимэ) и max (яп. マックス маккусу).

## История

### Япония
Компания была создана Sony 29 мая 1998 года как Animax Broadcast Japan Inc. (яп. 株式会社アニマックスブロードキャスト・ジャパン Кубусики-гайся Анимаккусу Буро:докясуто Дзяпан). Первое вещание состоялось 1 июня того же года на основе спутниковой телевизионной платформы SKY PerfecTV!. Сеть начала вещание с высокой четкостью (HDTV) в октябре 2009 года.